# Carta ejecutoria
En derecho, se llamaba carta ejecutoria al despacho que se libraba en los tribunales al litigante que en juicio contradictorio obtenía sentencia favorable después de haber quedado ejecutoriada. 
Esta denominación viene usándose desde muy antiguo si bien entonces precedía siempre la palabra real a la de carta. Así se decía expídase carta real ejecutoria con los insertos de costumbre, etc. La carta ejecutoria se expedía a nombre del rey el cual se dirigía a todos los demás tribunales, jueces y autoridades y el despacho era acatado como merecía. Después continuaron expidiéndose las cartas ejecutorias del mismo modo, es decir, encabezándose con la fórmula doña Isabel II por la gracia de Dios y de la Constitución de la monarquía española, etc.
La carta ejecutoria la expedía la escribanía de Cámara donde se había pedido el pleito y no se podía insertar en ella a la letra más que la sentencia que causó la ejecutoria, la sentencia o sentencias anteriores a la ejecutoria que por ellas fueron confirmadas, revocadas o modificadas, la petición y respuestas principales en que se hubiesen planteado las cuestiones resueltas en cada instancia por las expresadas sentencias, y en relación con lo absolutamente indispensable para que se entendiera con claridad el genuino sentido de la ejecutoria. 
Antiguamente resultaba escandaloso el abuso que cometían los escribanos de Cámara en la extensión de las cartas ejecutorias. Puede decirse que se copiaban casi íntegramente los autos porque prescindiendo de la demanda y contestación cuyos escritos estaban muy en su lugar, seguían a estos el de réplica y dúplica y todos los presentados en los incidentes promovidos. Se insertaba la prueba, no se omitían ni los primeros y segundos alegatos. Otro tanto se hacía con lo actuado en segunda y tercera instancia, y así el despacho o carta ejecutoria venía a ser un grueso volumen o una copia literal de las actuaciones. 
Esto no se oponía a que el litigante exigiera que la carta comprendiera lo que resultara de autos respecto a algún punto dado. Así, el art. 8 del real decreto de 5 de enero de 1844 disponía que el costo de los insertos que además de los expresados contuvieran las cartas ejecutorias serían de cuenta y pago exclusivo de la parte a cuya instancia se hubieran incluido sin que pudiera esta reclamarlo en ningún caso la parte contraria. El artículo siguiente disponía que las dudas y reclamaciones a que diera lugar la disposición anterior fueran resueltas sin ulterior recurso, previa audiencia de los interesados por la sala que hubiese dictado la sentencia ejecutoria. 